# Нерешённые проблемы современной физики
Ниже приведён список нерешённых пробле́м совреме́нной фи́зики. Некоторые из этих проблем носят теоретический характер. Это означает, что существующие теории оказываются неспособными объяснить определённые наблюдаемые явления или экспериментальные результаты. Другие проблемы являются экспериментальными, а это означает, что имеются трудности в создании эксперимента по проверке предлагаемой теории или по более подробному исследованию какого-либо явления.
После появления Стандартной модели в 1973 году фундаментальная физика пребывает в состоянии стагнации. Её основными нерешёнными проблемами являются построение теории квантовой гравитации, проблема измерения, а также объяснение тёмной материи и тёмной энергии. Отсутствие достаточных экспериментальных данных по этим вопросам делает прогресс невозможным.

## Стрела времени
Почему у времени есть направление? Чем время отличается от пространства? Почему у Вселенной была такая низкая энтропия в прошлом, и почему время соотносится с универсальным (а не локальным) увеличением энтропии из прошлого в будущее согласно второму закону термодинамики? Почему нарушения CP-инвариантности наблюдаются при некоторых распадах слабого взаимодействия и нигде более? Являются ли нарушения CP-инвариантности каким-то образом производными второго закона термодинамики, или же они — отдельная стрела времени? Существуют ли исключения из принципа причинности? Возможно только одно-единственное прошлое? Различается ли физически настоящее время от прошлого и будущего, или это просто состояние сознания? Что соединяет квантовую стрелу времени с термодинамической? Как люди научились договариваться о том, что является настоящим моментом?

## Теоретические проблемы
Следующие проблемы являются либо фундаментальными теоретическими проблемами, либо теоретическими идеями, для которых отсутствуют экспериментальные данные. Некоторые из этих проблем тесно взаимосвязаны. Считается, что полная теория квантовой гравитации способна ответить на бо́льшую часть из перечисленных вопросов (кроме проблемы острова стабильности).

### Квантовая гравитация,космология,общая теория относительности
Квантовая гравитацияМожно ли квантовую механику и общую теорию относительности объединить в единую самосогласованную теорию (возможно, это квантовая теория поля)? Является ли пространство-время непрерывным или оно дискретно? Будет ли самосогласованная теория использовать гипотетический гравитон или она будет полностью продуктом дискретной структуры пространства-времени (как в петлевой квантовой гравитации)? Существуют ли отклонения от предсказаний ОТО для очень малых или очень больших масштабов или в других чрезвычайных обстоятельствах, которые вытекают из теории квантовой гравитации? Дело в том, что современная Стандартная модель описывает только 3 вида фундамента́льных взаимоде́йствий (слабое, сильное и электромагнитное) из 4, гравитационное взаимодействие может быть описано введением ещё одного калибровочного бозона, гравитона, но экспериментально его обнаружить не удалось, так как гравитационное взаимодействие считается самым слабым, и воздействие на субатомные частицы крайне незначительно.
Также попытки внедрения гравитона в Стандартную модель сталкиваются с серьёзными теоретическими сложностями в области высоких энергий, тем не менее ОТО описывает гравитацию, как проявление геометрии пространства-времени. Открытие гравитационных волн.
Чёрные дыры, исчезновение информации в чёрной дыре, излучение ХокингаПроизводят ли чёрные дыры тепловое излучение, как это предсказывает теория? Содержит ли это излучение информацию об их внутренней структуре, как это предполагает дуальность тяготение-калибровочная инвариантность, или нет, как следует из оригинального расчёта Хокинга? Если нет и чёрные дыры могут непрерывно испаряться, то что происходит с информацией, хранящейся в них (квантовая механика не предусматривает уничтожение информации)? Или излучение в какой-то момент остановится, когда от чёрной дыры мало что останется?. Есть ли какой-либо другой способ исследования их внутренней структуры, если такая структура вообще существует? Выполняется ли закон сохранения барионного заряда внутри чёрной дыры? Неизвестно доказательство принципа космической цензуры, а также точная формулировка условий, при которых он выполняется. Отсутствует полная и законченная теория магнитосферы чёрных дыр. Неизвестна точная формула для вычисления числа различных состояний системы, коллапс которой приводит к возникновению чёрной дыры с заданными массой, моментом количества движения и зарядом. Неизвестно доказательство в общем случае «теоремы об отсутствии волос» у чёрной дыры.

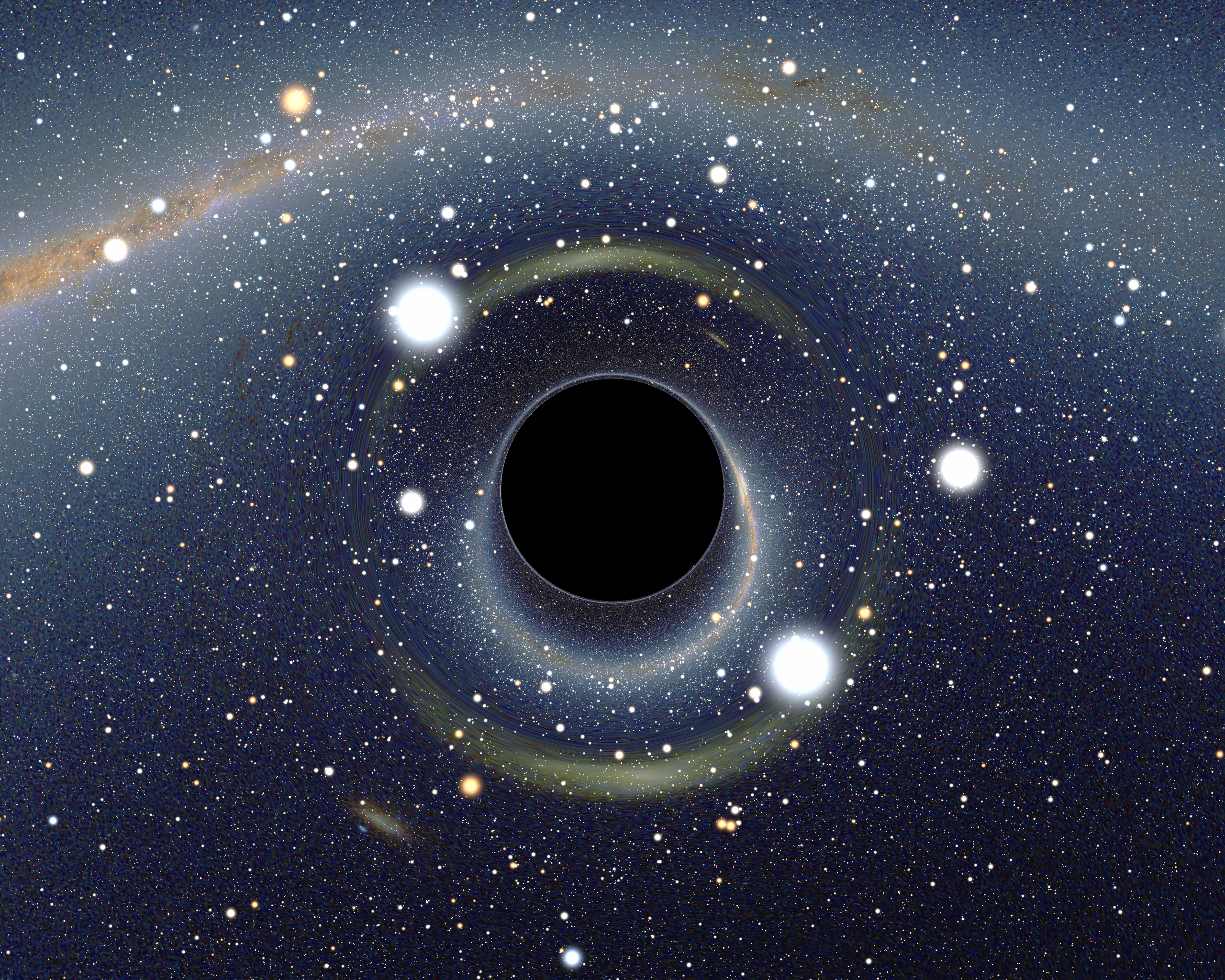
Модель чёрной дыры (в центре), наложенная на изображение Большого Магелланова Облака. Обратите внимание на эффект гравитационного линзирования, которое производят два увеличенных и сильно искажённых участка Облака. В верхней части рисунка диск Млечного Пути также имеет дугообразное искажение.

Принцип космической цензуры и гипотеза защиты хронологииМогут ли сингулярности, не скрывающиеся за горизонтом событий и известные как «голые сингулярности», возникать из реалистичных начальных условий, или же можно доказать какую-то версию «гипотезы космической цензуры» Роджера Пенроуза, в которой предполагается, что это невозможно? В последнее время появились факты в пользу несостоятельности гипотезы космической цензуры, а значит, голые сингулярности должны встречаться гораздо чаще, чем только лишь как экстремальные решения уравнений Керра — Ньюмена, тем не менее неоспоримых доказательств этому представлено ещё не было. Аналогично, будут ли замкнутые времениподобные кривые, которые возникают в некоторых решениях уравнений общей теории относительности (и которые предполагают возможность путешествия во времени в обратном направлении), исключены теорией квантовой гравитации, которая объединяет общую теорию относительности с квантовой механикой, как предполагает «гипотеза защиты хронологии» Стивена Хокинга?
ЛокальностьСуществуют ли нелокальные явления в квантовой физике? Если существуют, не имеют ли они ограничения в передаче информации, или: может ли энергия и материя также двигаться по нелокальному пути? При каких условиях наблюдаются нелокальные явления? Что влечёт наличие или отсутствие нелокальных явлений для фундаментальной структуры пространства-времени? Как это связано с квантовой запутанностью? Как это истолковать с позиций правильной интерпретации фундаментальной природы квантовой физики?
Будущее ВселеннойДвижется ли Вселенная по направлению к Большому замерзанию, Большому разрыву, Большому сжатию или Большому отскоку? Является ли наша Вселенная частью бесконечно повторяющейся циклической модели?

### Физика высоких энергий,физика элементарных частиц

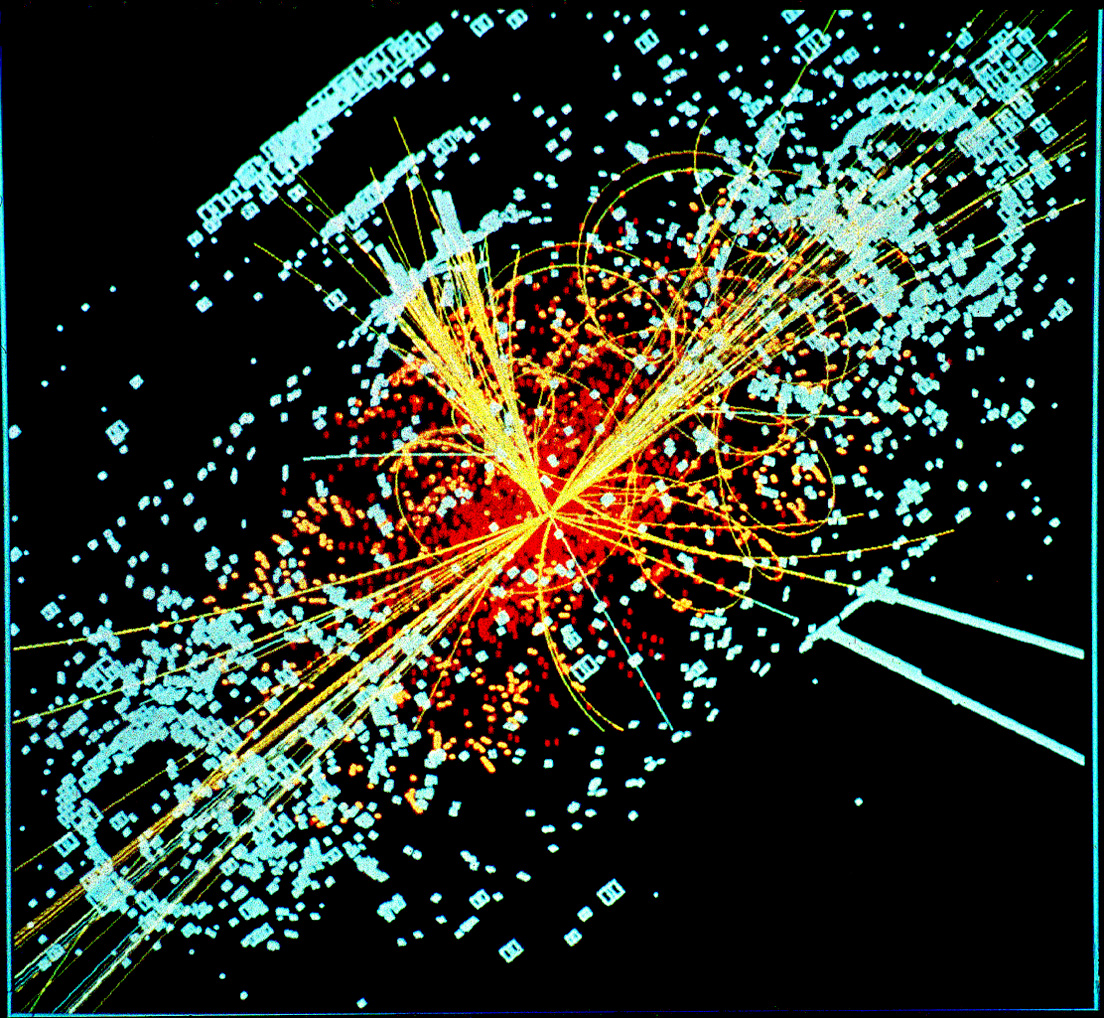
Моделирование процесса обнаружения бозонов Хиггса на детекторе КМС в CERN

Нерешённые вопросы физики элементарных частиц делятся на два класса. Первый — из чего всё состоит и почему оно построено так, как построено, а также поиск возможных новых частиц и взаимодействий. Второй — как из уже известных частиц образуются уже известные явления.
Механизм ХиггсаСколько бозонов Хиггса существует? Описываются ли они в рамках Стандартной модели?
Проблема иерархииПочему гравитация является такой слабой силой? Она становится большой только в планковском масштабе, для частиц с энергией порядка 1019 ГэВ, что гораздо выше электрослабого масштаба (в физике низких энергий доминирующей является энергия в 100 ГэВ). Почему эти масштабы так сильно отличаются друг от друга? Что мешает величинам электрослабого масштаба, таким как масса бозона Хиггса, получать квантовые поправки на масштабах порядка планковских?
Поколения материиСуществует ли более трёх поколений кварков и лептонов? Связано ли число поколений с размерностью пространства? Почему вообще существуют поколения? Существует ли теория, которая могла бы объяснить наличие массы у некоторых кварков и лептонов в отдельных поколениях на основании первых принципов (теория взаимодействия Юкавы)?
Фундаментальная симметрия и нейтриноКакова природа нейтрино, какова их масса и как они формировали эволюцию Вселенной? Почему сейчас во Вселенной обнаруживается вещества больше, чем антивещества? Какие невидимые силы присутствовали на заре Вселенной, но исчезли из поля зрения в процессе развития Вселенной?
Квантовая теория поля
- Совместимы ли принципы релятивистской локальной квантовой теории поля с существованием нетривиальной матрицы рассеяния?[17]
- Не проведена программа построения квантовой теории поля на основе введения с самого начала реальных взаимодействующих частиц, а не использования искусственного представления о фиктивных свободных полях (элементарные частицы постоянно взаимодействуют с вакуумом, как со своего рода физической «средой», в которой они движутся).[18]

Безмассовые частицыПочему безмассовые частицы без спина не существуют в природе?

### Ядерная физика
Квантовая хромодинамикаКаковы фазовые состояния сильно взаимодействующей материи и какую роль они играют в космосе? Каково внутреннее устройство нуклонов? Какие свойства сильно взаимодействующей материи предсказывает КХД? Что управляет переходом кварков и глюонов в пи-мезоны и нуклоны? Какова роль глюонов и глюонного взаимодействия в нуклонах и ядрах? Что определяет ключевые особенности КХД и каково их отношение к природе гравитации и пространства-времени?
Атомное ядро и ядерная астрофизикаКакова природа ядерных сил, которая связывает протоны и нейтроны в стабильные ядра и редкие изотопы? Какова причина соединения простых частиц в сложные ядра? Какова природа нейтронных звёзд и плотной ядерной материи? Каково происхождение элементов в космосе? Что такое ядерные реакции, которые движут звёзды и приводят к их взрывам?
Остров стабильностиКакое самое тяжёлое из стабильных или метастабильных ядер может существовать?

### Сверхтекучесть
- Не создана последовательная квантовая гидродинамическая теория сверхтекучей жидкости, объединяющая двухжидкостную теорию Ландау и теорию, учитывающую градиенты макроскопической волновой функции[21].
- Макроскопическая теория сверхтекучести не учитывает взаимодействие между наблюдателем и квантовой системой. Существенно ли оно для сверхтекучести?[22]
- Не решена задача учёта взаимодействия частиц при квантовом подходе[23].
- Можно ли наблюдать релятивистские эффекты в сверхтекучих системах?[24]
- Существующая формулировка квантовой механики не позволяет получить описание сверхтекучей системы из первых принципов. Масса сверхтекучих систем велика, а длина волны де Бройля сравнима с размерами измерительного прибора. Приведёт ли явление сверхтекучести к новому пониманию старого парадокса квантовой механики о редукции волнового пакета в процессе измерения?[25]

### Другие проблемы

Туннельный эффект — квантовая механика показывает, что электроны могут преодолеть потенциальный барьер, что подтверждается результатами экспериментов.
Классическая механика, наоборот, предсказывает, что это невозможно.

Квантовая механика и принцип соответствия (иногда называемый квантовым хаосом)Есть ли предпочтительные интерпретации квантовой механики? Как квантовое описание реальности, которое включает в себя такие элементы, как квантовая суперпозиция состояний и коллапс волновой функции или квантовая декогеренция, приводят к реальности, которую мы видим? Сформулировать то же самое можно с помощью проблемы измерения: что представляет собой «измерение», которое заставляет волновую функцию сваливаться в определённое состояние?
Физическая информацияСуществуют ли физические феномены, такие как чёрные дыры или коллапс волновой функции, которые безвозвратно уничтожают информацию о своих предшествующих состояниях?
Теория всего («Теории Великого объединения»)Существует ли теория, которая объясняет значения всех фундаментальных физических констант? Существует ли теория, которая объясняет, почему калибровочная инвариантность Стандартной модели такая, как она есть, почему наблюдаемое пространство-время имеет 3 + 1 измерения, и поэтому законы физики таковы, как они есть? Меняются ли с течением времени «фундаментальные физические константы»? Являются ли какие-нибудь частицы в Стандартной модели физики элементарных частиц на самом деле состоящими из других частиц, связанных настолько сильно, что их невозможно наблюдать при современных экспериментальных энергиях? Существуют ли фундаментальные частицы, которые ещё не наблюдались, и если да, то какие они и каковы их свойства? Существуют ли ненаблюдаемые фундаментальные силы, которые предполагает теория, объясняющие другие нерешённые проблемы физики?
Калибровочная инвариантностьСуществуют ли реально неабелевы калибровочные теории со щелью в спектре масс?
CP-симметрияПочему не сохраняется CP-симметрия? Почему она сохраняется в большинстве наблюдаемых процессов?
Физика полупроводниковКвантовая теория полупроводников не может точно вычислить ни одной постоянной полупроводника.
Квантовая физикаНеизвестно точное решение уравнения Шрёдингера для многоэлектронных атомов.
При решении задачи о рассеянии двух пучков на одном препятствии сечение рассеяния получается бесконечно большим.
Фейнманиум: Что будет происходить с химическим элементом, атомный номер которого окажется выше 137, вследствие чего 1s1-электрону придётся двигаться со скоростью, превышающей скорость света (согласно модели атома Бора)? Является ли «Фейнманиум» последним химическим элементом, способным существовать физически? Проблема может проявиться приблизительно на 137 элементе, где расширение дистрибуции заряда ядра достигает финальной точки. Смотрите статью Расширенная периодическая таблица элементов и секцию Relativistic effects.
Статистическая физикаОтсутствует систематическая теория необратимых процессов, дающая возможность проводить количественные расчёты для любого заданного физического процесса.
Квантовая электродинамикаСуществуют ли гравитационные эффекты, вызываемые нулевыми колебаниями электромагнитного поля?
Неизвестно, как при вычислениях квантовой электродинамики в области высоких частот одновременно выполнить условия конечности результата, релятивистской инвариантности и суммы всех альтернативных вероятностей, равной единице.
Можно ли сопоставить нулевой энергии электромагнитного поля какую-нибудь наблюдаемую физическую величину?
БиофизикаОтсутствует количественная теория для кинетики конформационной релаксации белковых макромолекул и их комплексов.
Отсутствует законченная теория электронного переноса в биологических структурах.
СверхпроводимостьНевозможно теоретически предсказать, зная структуру и состав вещества, перейдёт ли оно в сверхпроводящее состояние с понижением температуры. Возможно ли получить в стабильном состоянии материал-сверхпроводник при комнатной температуре?
Физика твёрдого телаНевозможно даже приближённо рассчитать намагниченность, теплоёмкость, электропроводность и другие макроскопические величины, исходя из известного строения кристалла, электронных оболочек атомов в кристалле и других параметров микромира для сильно магнитных веществ (ферромагнетиков, антиферромагнетиков и ферримагнетиков).
Отсутствует количественная микроскопическая теория ацентрических твердых тел, учитывающая тип, концентрацию и характер распределения примесей и дефектов структуры.

## Эмпирические явления без чёткого научного объяснения

### Космологияиастрономия

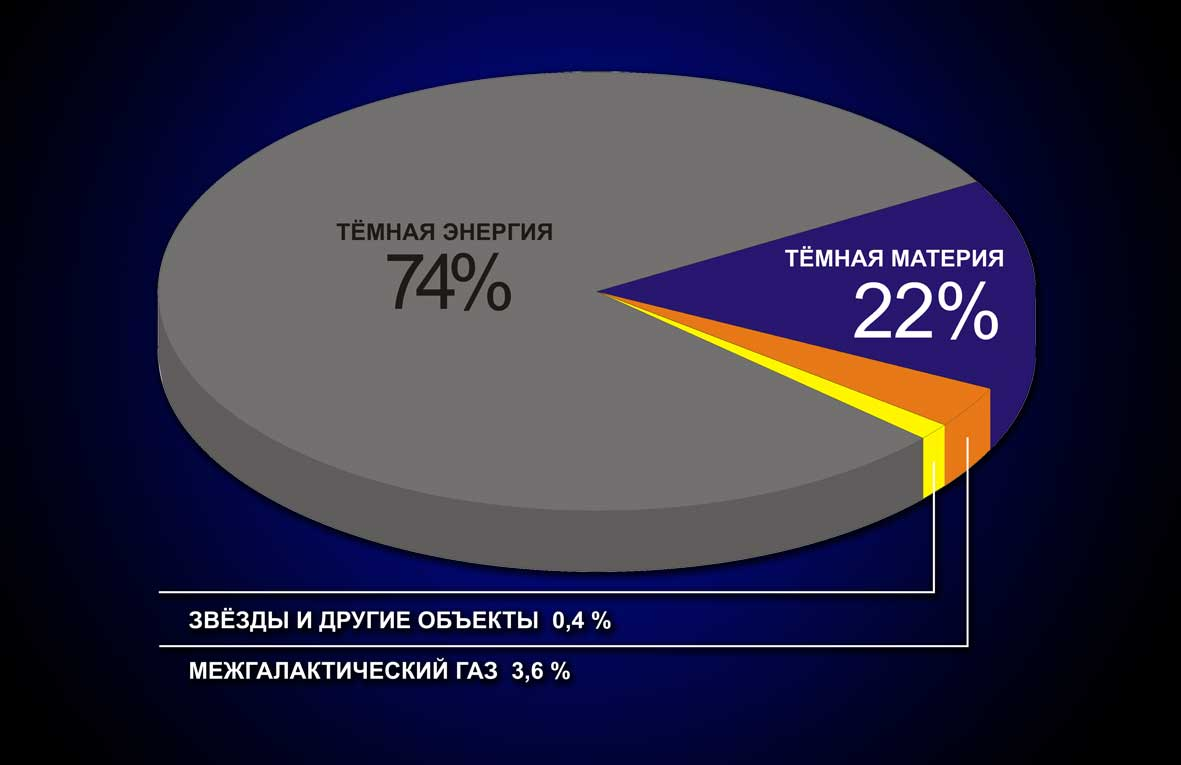
Оценочное распределение тёмной материи и тёмной энергии во вселенной. 74 % — тёмная энергия, 22 % тёмная материя, 3,6 % межгалактический газ, 0,4 % — наблюдаемые звезды.

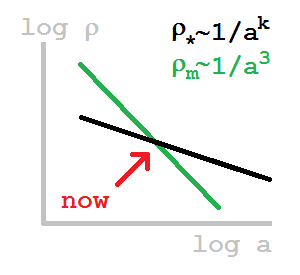
Логарифмические графики показывают плотность тёмной энергии и плотность тёмной материи по горизонтали отложен временной фактор. Две прямые линии пересекаются в текущей эпохе.

Существование ВселеннойКаково происхождение материи, энергии и пространства-времени, сформировавших Вселенную?
Барионная асимметрия ВселеннойПочему в наблюдаемой Вселенной существует гораздо больше материи, чем антиматерии?
Тёмная энергияЧто является причиной наблюдаемого ускоренного расширения Вселенной (фаза де Ситтера)? Почему плотность энергии тёмной компоненты энергии — величина того же порядка, что и плотность вещества в настоящее время, тогда как эти два феномена с течением времени развивались совершенно по-разному? Может быть, это потому, что мы ведём наблюдения в нужное время? Является ли тёмная энергия космологической константой, или же она является динамическим полем — некой квинтэссенцией, такой как фантомная энергия?
Тёмная материяЧто такое тёмная материя? Связан ли феномен тёмной материи с той или иной формой материи, или это на самом деле является расширением гравитации?
Тёмный потокЧто является причиной согласованного движения большой группы скоплений галактик к одной точке Вселенной?
Энтропия (направление времени)Почему Вселенная имела такую низкую энтропию в прошлом, приведшую в результате к различию между прошлым и будущим и второму закону термодинамики?
Проблема горизонтаПочему удалённая от нас часть Вселенной так однородна, тогда как теория Большого взрыва предсказывает измеримую анизотропию небесной сферы больше, чем она наблюдается? Возможным подходом к решению являются гипотезы инфляции и переменной скорости света.
Изотропия реликтового излученияНекоторые общие особенности микроволнового излучения неба на расстояниях более 13 миллиардов световых лет, по всей видимости, говорят о наличии как движения, так и ориентации Солнечной системы. Является ли это следствием систематических ошибок обработки, загрязнением результатов локальными эффектами или необъяснимым нарушением принципа Коперника?
Форма ВселеннойЧто такое 3-многообразие сопутствующего пространства, то есть сопутствующее пространственное сечение Вселенной, неофициально называемое «формой» Вселенной? Ни её кривизна, ни топология в настоящее время неизвестны, хотя кривизна скорее всего «близка» к нулю на наблюдаемых масштабах. Гипотеза космической инфляции предполагает, что форма Вселенной может быть неизмеримой, но с 2003 года команда Жана-Пьера Люмине и другие группы полагают, что Вселенная может иметь форму додекаэдрического пространства Пуанкаре. Является ли форма Вселенной неизмеримой, представляет собой пространство Пуанкаре или имеет другое 3-многообразие?
Термодинамика ВселеннойПочему в наблюдаемой части Вселенной в настоящее время отсутствует термодинамическое равновесие?
ПланетологияСкорость вращения Сатурна. Почему магнитосфера Сатурна проявляет (медленно меняющуюся) периодичность, близкую к той, на которой вращаются облака планеты? Какова истинная скорость вращения глубоких внутренних слоёв Сатурна?

### Физика высоких энергий, физика элементарных частиц
Нарушение симметрии электрослабого взаимодействияКаков механизм, ответственный за нарушение электрослабой калибровочной симметрии, дающий массу W и Z бозонам? Является ли он простым механизмом Хиггса Стандартной модели или же природа использует сильную динамику при нарушении электрослабой симметрии, как это предлагается в теории техниколор?
Формула Коидэ и масса лептоновСлучайно ли совпадение соотношения масс заряженных лептонов в формуле Коидэ с экспериментальными данными? Выполняется ли формула для незаряженных лептонов и для всех лептонов вместе взятых?
Масса нейтриноКакой механизм отвечает за генерацию массы нейтрино? Является ли нейтрино античастицей самой себе? Или это и есть античастица, которая просто не может соединиться и аннигилировать с нормальной частицей из-за её нестабильного состояния?
КваркиПочему ровно три цвета? Почему ровно три поколения кварков? Случайно ли совпадение числа цветов и числа поколений? Случайно ли совпадение этого числа с размерностью пространства в нашем мире? Откуда берётся такой разброс в массах кварков? Из чего состоят кварки? Как кварки складываются в адроны?
Отношение инерциальная масса/гравитационная масса для элементарных частицВ соответствии с принципом эквивалентности общей теории относительности, отношение инертной массы к гравитационной для всех элементарных частиц равно единице. Однако экспериментального подтверждения этого закона для многих частиц не существует. В частности, мы не знаем, каков будет вес макроскопического куска антивещества известной массы.
Кризис спина протонаПо первоначальной оценке Европейской группы по мюонному сотрудничеству, на три основных («валентных») кварка протона приходится около 12 % от общего объёма спина. Можно ли пересчитать остаток глюонов, которые связывают кварки, а также образуют «море» пар кварков, которые постоянно создаются и аннигилируют?
Квантовая хромодинамика (КХД) в непертурбативном режимеУравнения КХД остаются нерешёнными на энергетических масштабах, соответствующих описанию атомных ядер, и, среди прочего, в основном численные подходы, кажется, начинают давать ответы на этот предельный случай. Подходит ли КХД для описания физики ядра и его компонентов?
Удержание цветаПочему никогда не были зафиксированы свободный кварк или глюон, а только объекты, построенные из них, например, мезоны и барионы? Каким образом эти явления вытекают из КХД?
Теория РеджеПочему все наблюдаемые в эксперименте траектории Редже являются прямолинейными и имеют приближенно равные наклоны?
Радиус протонаРадиус протона, определённый в экспериментах по измерению лэмбовского сдвига в атоме водорода с заменой электрона на мюон (0,8409 фм), оказался меньше радиуса протона, определённого в экспериментах по рассеянию электронов на протонах (0,879 фм).
Магнитный момент мюонаЭкспериментальное значение магнитного момента мюона не соответствует теоретическому.
Электрический дипольный момент нейтронаБыл бы точно равен нулю, если бы имела место инвариантность всех взаимодействий, в которых участвует нейтрон, относительно операции отражения времени. Слабые взаимодействия неинвариантны относительно операции отражения времени. Вследствие этого нейтрон должен был бы обладать электрическим дипольным моментом. Причина отсутствия этого момента у нейтрона неизвестна.
СпинПочему сохраняется ненулевой момент количества движения в низшем энергетическом состоянии? Почему спины электронов и нуклонов полуцелые?
Мюон и электронПочему мюон и электрон различаются только массой и столь похожи во всех остальных отношениях?
Фундаментальная длинаСуществует ли она в микромире и если да, то какова она по величине?

### Астрономия и астрофизика
Закон планетарных расстоянийпредложенный ещё И. Д. Тициусом и И. Э. Боде − до сих пор неизвестно, является ли это правило случайным совпадением, или существуют физические причины для закономерности расстояний до планет.
Планетная системаОтсутствует законченная теория, объясняющая происхождение Солнечной системы и Земли в частности и планетарных систем и экзопланет в целом.
Солнечная цикличностьКакова природа циклов солнечной активности; каков механизм обращений магнитного поля Солнца, Земли?
Проблема нагрева солнечной короныПочему солнечная корона (атмосферный слой Солнца) намного горячее, чем поверхность Солнца? Почему магнитное пересоединение совершается на много порядков быстрее, чем предсказывают Стандартные модели?:
Струи аккреционных дисковПочему некоторые астрономические объекты, окружённые аккреционным диском, такие как активные ядра галактик, испускают релятивистские струи, излучаемые вдоль полярной оси? Почему у многих аккреционных дисков существуют квази-периодические колебания? Почему период этих колебаний имеет масштаб, обратно пропорциональный массе центрального объекта? Почему иногда существуют обертоны, и почему у разных объектов обертоны имеют различные соотношения частоты?
Гамма-всплескиКаково происхождение этих краткосрочных всплесков высокой интенсивности?
Сверхмассивные чёрные дырыКакова причина отношения М-сигма между массой сверхмассивной чёрной дыры и дисперсией скорости галактики?
Наблюдаемые аномалии
Аномалия «Гиппарха»: Каково фактическое расстояние до Плеяд?
Пролётная аномалия: Почему наблюдаемая энергия спутников, совершающих гравитационный манёвр, отличается от предсказываемых теорией значений?
Проблема вращения галактик: Является ли тёмная материя ответственной за различия в наблюдаемых и теоретических скоростях вращения звёзд вокруг центра галактик, или же причина в чём-то ином?
СверхновыеКаков точный механизм, посредством которого имплозии умирающих звёзд становятся взрывом?
Космические лучи сверхвысоких энергийПочему некоторые космические лучи обладают невероятно высокой энергией (так называемые частицы OMG), учитывая, что вблизи Земли нет источников космических лучей с такой энергией? Почему некоторые космические лучи, испускаемые далёкими источниками, имеют энергию выше предела Грайзена-Зацепина-Кузьмина?
Замедление времени квазараПочему кривые блеска квазаров в отличие от кривых блеска сверхновых не демонстрируют эффекта замедления времени на больших космологических расстояниях?

### Физика конденсированного состояния
Аморфные телаКакова природа перехода между жидкой или твёрдой и стекловидной фазами? Какие физические процессы приводят к основным свойствам стекла?
Холодный ядерный синтезКаково объяснение спорных докладов об избыточном тепле, излучении и трансмутациях?
Криогенная электронная эмиссияПочему в отсутствие света увеличивается эмиссия электронов фотоэлектронного умножителя при уменьшении его температуры?
Высокотемпературная сверхпроводимостьКаков механизм, вызывающий у некоторых материалов проявление сверхпроводимости при температурах намного выше 50 кельвинов?
СонолюминесценцияЧто является причиной выброса коротких вспышек света при схлопывании пузырьков жидкости, возбуждённых звуком?
ТурбулентностьМожно ли создать теоретическую модель для описания статистики турбулентного потока (в частности, для его внутренней структуры)? При каких условиях существует гладкое решение уравнений Навье — Стокса?

### Физика атмосферы
Квазидвухлетний циклКакова природа колебаний с периодом порядка 26 месяцев, зарождающихся в экваториальной стратосфере?
Полугодовой циклКакова природа колебаний с полугодовым периодом, проявляющихся, в частности, в виде загадочного эффекта «бабьего лета»?
Равновесный градиент температурыСуществующая теория турбулентного переноса тепла в атмосфере дает значение вертикального градиента температуры −9.8 К/км, в то время как наблюдения дают значение абсолютной величины этого градиента почти на 40 % меньшее.
Отрицательная вязкостьКаков физический механизм явлений с отрицательной вязкостью?
Шаровая молнияКакова природа этого явления? Является ли шаровая молния самостоятельным объектом или подпитывается энергией извне? Все ли шаровые молнии имеют одну и ту же природу или существуют разные их типы?
МолнияПочему лишь малая часть кучевого облака перед грозой электрически заряжена? Почему ступенчатый лидер молнии перемещается с паузами? Чем объясняется чередование фаз сильного и слабого тока в процессе образования молний?

### Биофизика
Синаптическая пластичностьОна необходима для вычислительной и физической моделей мозга, но чем это обусловлено и какую роль она играет в процессах более высокого порядка вне гиппокампа и зрительной коры?
Аксональное наведениеКак аксоны, исходящие из нейронов, находят свои цели? Этот процесс имеет решающее значение для развития нервной системы, в частности, в вопросе формирования структуры соединений в мозге.
Случайность и устойчивость к шуму при экспрессии геновКак гены управляют нашим телом, выдерживая различные внешние воздействия и внутреннюю стохастичность? Существуют различные модели генетических процессов, но мы далеки от понимания всей картины, в частности, в морфогенезе, в котором экспрессия генов должна жёстко регулироваться.
Количественное исследование иммунной системыКаковы количественные свойства иммунных реакций? Каковы основные строительные блоки иммунной системы? Какую роль играет стохастичность?

#### Проблема белка
Определение трёхмерной структуры любого белка исходя из известной последовательности составляющих его аминокислот. Частично решена в 2020 году для белков, пригодных к рентгеноструктурному анализу, но не в общем случае.
Физика биополимеровОтсутствует теория, которая объясняет экспериментальные данные при конформационных и конфигурационных изменениях биополимеров.

### Физика полупроводников
- В случае полярных решёток опыт даёт значительное расхождение с теоретической зависимостью подвижности носителей заряда от температуры[27].
- В большинстве полупроводников величина и температурная зависимость термоэлектродвижущей силы на опыте расходятся с предсказаниями теории[27].

### Геофизика
- Отсутствует законченная теория, объясняющая происхождение и эволюцию магнитного поля Земли[83].
- Отсутствует объяснение явления антисимметрии в расположении материков и океанических впадин на поверхности Земли (наличие океанического и материкового полушария Земли, Антарктический материк противостоит океанической впадине Северного Ледовитого океана)[84].

### Физика твердого тела
- Незатухающие токи в обычных проводниках, помещенных в магнитное поле, на один-два порядка больше предсказываемых теорией[85].

## Экспериментальная физика

### Квантовая гравитация,космология,общая теория относительности
- Создание гравитационно-волновой астрономии[86][87].
- Осуществление генерации и детектирования гравитационных волн в лабораторных условиях[88]
- Выявление квантовых свойств гравитации путём исследования гравитационного поля очень малых массивных тел, которые удаётся перевести в состояние квантовой суперпозиции[89]

### Метрология
- Создание эталона массы с приемлемой точностью на основе измерений фундаментальных физических констант масс различных элементарных частиц (протона, электрона и т. д.)[90].

## Проблемы, решённые за последние десятилетия

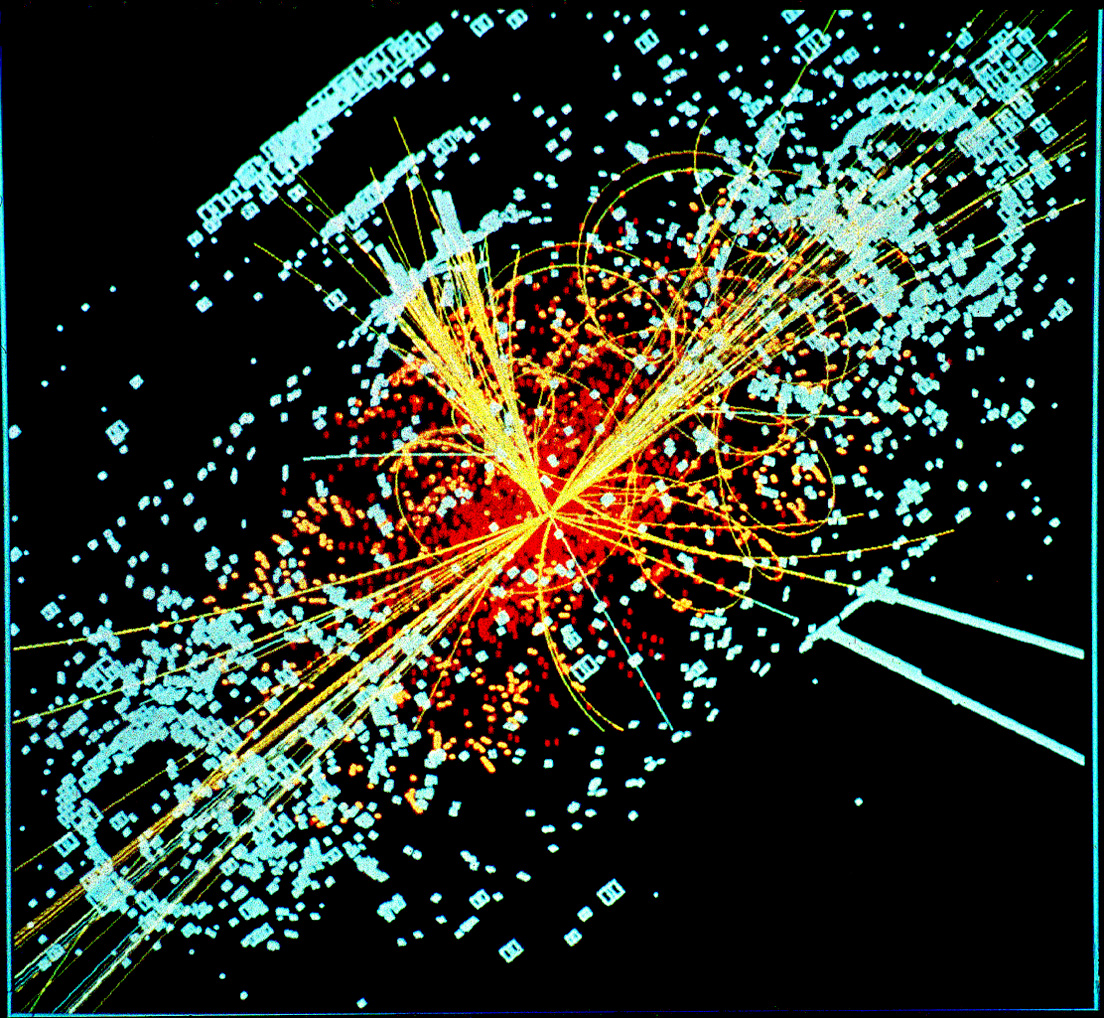
Моделирование, показывающее появление бозона Хиггса при столкновении двух протонов.

Проблема спектральной щелив 2015 г. доказана её неразрешимость в общем случае (для некоторых конкретных материалов она, наоборот, полностью разрешима).
Обнаружение гравитационных волн (2015)
14 сентября 2015 года в 9:51 UTC двумя детекторами гравитационной обсерватории LIGO впервые были зарегистрированы гравитационные волны. Официально об открытии стало известно 11 февраля 2016 года.
Обнаружение пентакварка (2015).
Обнаружение тетракварка (2014).
Бозон Хиггса (2012/2013)Обнаружен экспериментально бозон Хиггса (большой адронный коллайдер в ЦЕРНе).
Аномалия «Пионеров» (2012)Что вызывает небольшое дополнительное ускорение в направлении Солнца космических аппаратов «Пионер»? Считается, что это является следствием ранее не учитываемой отдачи тепловых сил.
Продолжительные гамма-всплески (2003)Продолжительные гамма-всплески связаны со смертью массивных звёзд в некоторых специфических случаях вспышек типа сверхновой, известных как гиперновые звезды.
Проблема солнечных нейтрино (2002)Новое понимание физики нейтрино, требующее модификации Стандартной модели физики элементарных частиц, в частности, нейтринных осцилляций.
Реликтовое излучение (2000-е)Измерена анизотропия реликтового микроволнового излучения (спутниковый эксперимент WMAP).
Возрастной кризис (1990-е)Оценка возраста Вселенной от 3 до 8 миллиардов лет была меньше, чем оценка возраста самых старых звёзд в нашей галактике. Уточнение оценок расстояния до звёзд и введение тёмной энергии в космологическую модель позволили повысить точность оценки возраста Вселенной.
Квазары (1980-е)На протяжении десятилетий природа квазаров была непонятна. Сейчас они рассматриваются как разновидность активных ядер галактик, которые излучают огромную энергию за счёт материи, падающей в массивную чёрную дыру в центре галактики.